# Strobilanthes trichantha
Strobilanthes trichantha är en akantusväxtart som beskrevs av John Richard Ironside Wood. Strobilanthes trichantha ingår i släktet Strobilanthes och familjen akantusväxter. Inga underarter finns listade i Catalogue of Life.